# Gārsene herrgård
Gārsene herrgård (lettiska: Gārsenes muižas; tyska: Herrenhaus Garßen) är en herrgårdsbyggnad i Gārsene socken, Aknīste kommun. Herrgården började byggas 1856 och stod färdig 1860. Herrgårdsbyggnaden ägdes av den balttyska familjen von Budberg. 
Gārsene herrgård uppfördes i nygotisk stil, och ätten von Budberg ägde herrgården fram till jordbruksreformerna på 1920-talet. Från 1940 hyste byggnaden Gārsene grundskola.
Delar av herrgården används i dag som utställningslokal över von Budbergs historia.